# Lago Druzno
Il lago Druzno (polacco: Jezioro Druzno; tedesco: Drausensee, lituano: Drūsuo) è un lago della Polonia, poco disante dalla città di Elbląg nel Voivodato della Varmia-Masuria, messo in comunicazione con la laguna della Vistola attraverso il fiume Elbląg.
Anche se storicamente è considerato un lago secondo la convenzione di Ramsar, Convenzione internazionale relativa alle zone umide di importanza internazionale, soprattutto come habitat degli uccelli acquatici è considerato uno specchio d'acqua, essendo di dimensioni ridotte e con un fondale poco profondo e abbastanza impermeabile, alimentato da alcuni immissari e inoltre gran parte della sua superficie è coperta da vegetazione, che ne fa un ambiente ideale per varie specie di uccelli acquatici.